# 디지털 미디어 플레이어

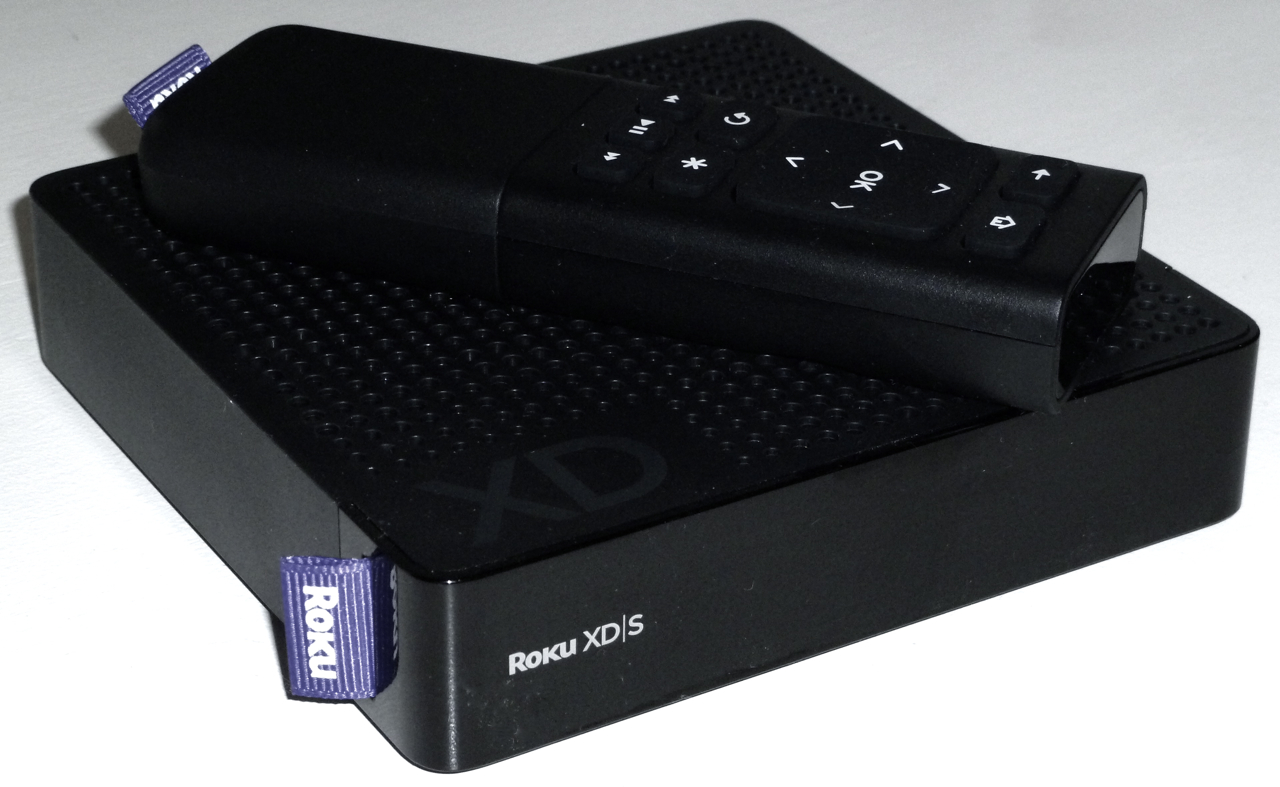
Roku는 디지털 미디어 플레이어의 인기 브랜드이다.

디지털 미디어 플레이어(다른 이름: 스트리밍 장치 또는 스트리밍 상자)는 디지털 미디어 콘텐츠의 저장, 재생, 시청을 위해 설계된 가전 기기이다. 일반적으로 홈 시네마 구성에 통합되고 텔레비전 및 AV 수신기에 연결되도록 설계되었다.
이 용어는 주로 인터넷 비디오와 같은 스트리밍 미디어 서비스의 콘텐츠를 소비하도록 설계된 장치와 가장 동의어이다. 이러한 장치들은 보통 콤팩트한 폼 팩터(컴팩트 셋톱 박스 또는 HDMI 포트에 연결하도록 설계된 동글)를 가지고 있으며, 리모컨과 경우에 따라서는 음성 명령을 제어 체계로 지원하는 10피트 길이의 사용자 인터페이스를 포함하고 있다. 구글의 크롬캐스트 생태계는 콘텐츠 서비스의 모바일 앱과의 통합을 중심으로 설계된 반면, 일부 서비스는 디지털 미디어 플레이어의 모바일 앱을 통해 원격 제어를 지원할 수 있다.
디지털 미디어 플레이어의 운영 체제는 여러 서비스 및 설치된 앱에서 사용 가능한 콘텐츠를 찾기 위한 검색 엔진을 제공할 수 있다. 많은 디지털 미디어 플레이어는 사용자가 영화, 텔레비전 에피소드, 앱과 같은 콘텐츠를 다운로드하거나 구입할 수 있는 디지털 배급 플랫폼에 대한 내부 액세스를 제공한다. 디지털 미디어 플레이어는 인터넷 소스 외에도 외부 미디어(USB 드라이브 또는 메모리 카드 포함) 또는 컴퓨터 또는 미디어 서버에서 스트리밍된 콘텐츠의 재생을 지원할 수 있다. 일부 디지털 미디어 플레이어들은 비디오 게임을 지원할 수도 있지만, 비디오 게임의 복잡성(캐주얼 게임부터 대형 게임 포트까지)은 운영 체제와 하드웨어 지원에 따라 달라지며 마이크로 콘솔로 시판되는 것 외에도 일반적으로 장치의 주요 기능으로 홍보되지 않는다.
디지털 미디어 플레이어에는 일반적으로 지상파 TV 수신용 튜너나 블루레이 또는 DVD용 디스크 드라이브가 포함되어 있지 않는다. 독립 실행형 블루레이 플레이어와 같은 일부 장치는 디지털 미디어 플레이어(종종 축소된 형태로)와 유사한 기능을 포함할 수 있으며, 스마트 TV는 텔레비전 자체에 유사한 기능을 통합한다. 일부 TV 제조업체는 디지털 미디어 플레이어로부터 운영 체제 플랫폼을 자사의 스마트 TV용 미들웨어(예: 안드로이드 TV, 아마존 파이어 TV, 로쿠)로 허가받았으며, 일반적으로 독립 실행형 TV와 유사한 사용자 환경을 제공하지만 사용자 인터페이스에 TV 관련 기능과 설정이 반영되어 있다.

## 개요
2010년대에 휴대용 미디어 플레이어와 디지털 카메라의 인기와 더불어 빠른 인터넷 다운로드 속도와 비교적 저렴한 대용량 저장장치와 함께 많은 사람들이 컴퓨터를 앰프나 텔레비전에 연결하지 않고는 전통적인 아날로그 HiFi에서 재생할 수 없는 많은 디지털 미디어 파일 컬렉션을 소유하게 되었다. 텔레비전에 영구적으로 연결된 네트워크 연결 디지털 미디어 플레이어에서 이러한 파일을 재생하는 방법은 편리하다고 여겨진다. 온라인 콘텐츠의 가용성이 빠르게 성장함에 따라 소비자들은 이러한 기기를 더 쉽게 사용하고 콘텐츠를 얻을 수 있게 되었다. 예를 들어, YouTube는 대부분의 네트워크 장치에서 사용할 수 있는 일반적인 플러그인이다. 넷플릭스는 또한 많은 소비자 가전업체들과 그들의 인터페이스를 그들의 스트리밍 가입자들을 위해 장치의 메뉴에서 사용할 수 있도록 계약을 맺었다. Netflix와 가전업체 간의 이러한 공생 관계는 Netflix가 피크 시간에 미국 대역폭의 최대 20%를 사용하여 미국에서 가장 큰 구독 비디오 서비스가 되도록 촉진하는 데 도움이 되었다.
미디어 플레이어는 종종 소형화 및 경제성을 위해 설계되며 장치의 전원이 켜져 있는지 여부를 표시하기 위해 단순한 LED 조명 이외의 하드웨어 디스플레이가 작거나 존재하지 않는 경향이 있다. 텔레비전의 인터페이스 내비게이션은 일반적으로 적외선 리모컨으로 이루어지며, 보다 진보된 디지털 미디어 플레이어에는 통합 터치 센서를 사용하여 인터페이스를 제어할 수 있는 고성능 리모컨이 제공된다. 일부 리모컨은 기본 모션 게임을 가능하게 하는 에어 마우스 기능을 위한 가속도계도 포함한다. 대부분의 디지털 미디어 플레이어 장치는 물리적 오디오 또는 비디오 미디어를 직접 재생할 수 없으며 대신 사용자가 별도의 컴퓨터와 소프트웨어를 사용하여 이러한 미디어를 재생 가능한 디지털 파일로 변환해야 한다. 그들은 또한 보통 오디오나 비디오를 녹음할 수 없다. 2010년대에는 DVD 플레이어, 셋톱 박스, 스마트 TV, 심지어 비디오 게임 콘솔과 같은 다른 소비자 가전제품에 통합된 디지털 미디어 플레이어 기능도 흔히 볼 수 있다.

## 같이 보기
- 디지털 비디오 레코더
- 스트리밍
- 시스템 온 칩
- 티보이제이션